# Culture dans l'Ariège
La culture en Ariège désigne les principaux aspects d'ordre culturel dans le département français de l'Ariège qui s'étend sur le versant nord des Pyrénées centrales.

## Spectacle vivant

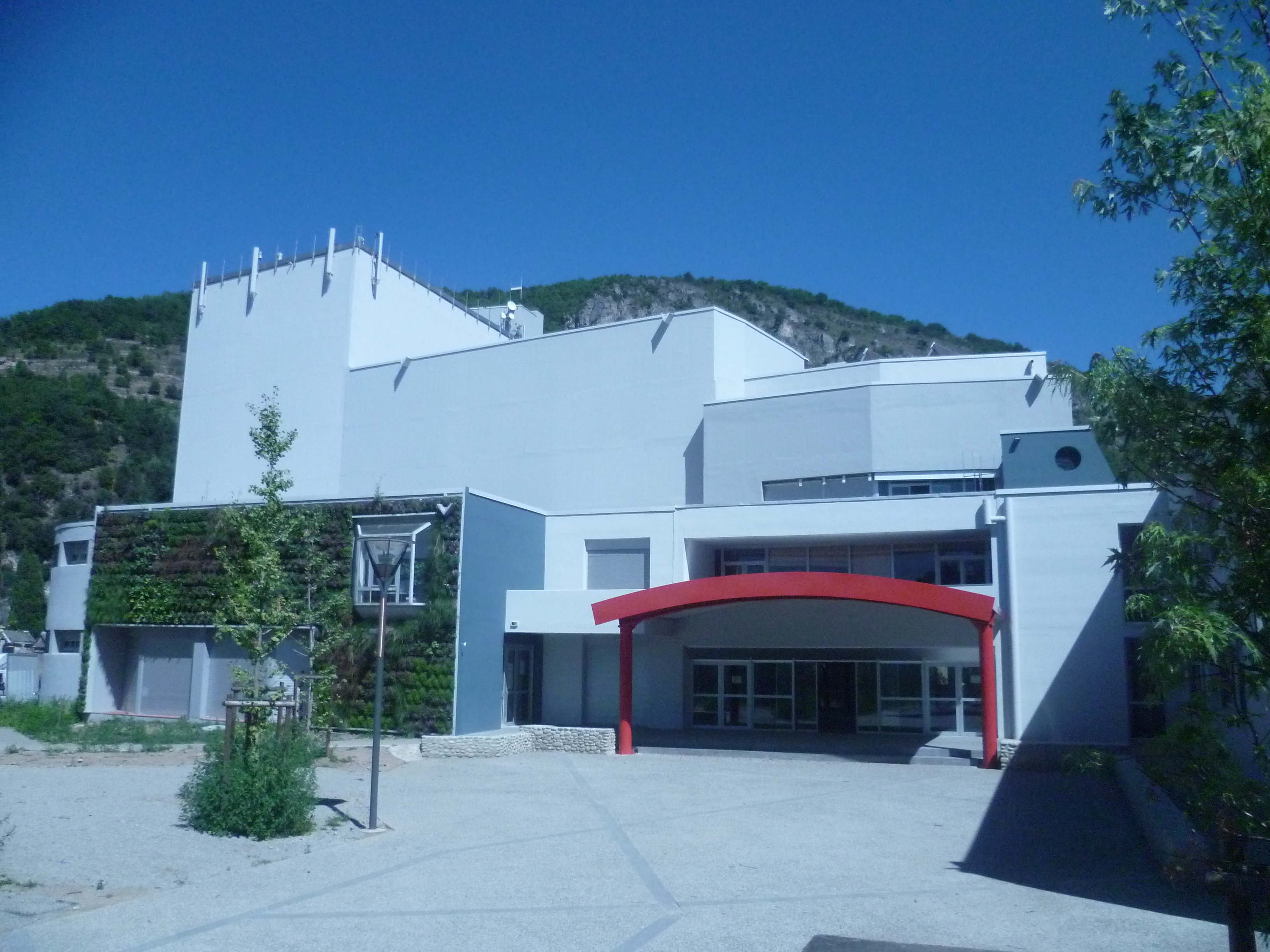
L'Estive à Foix

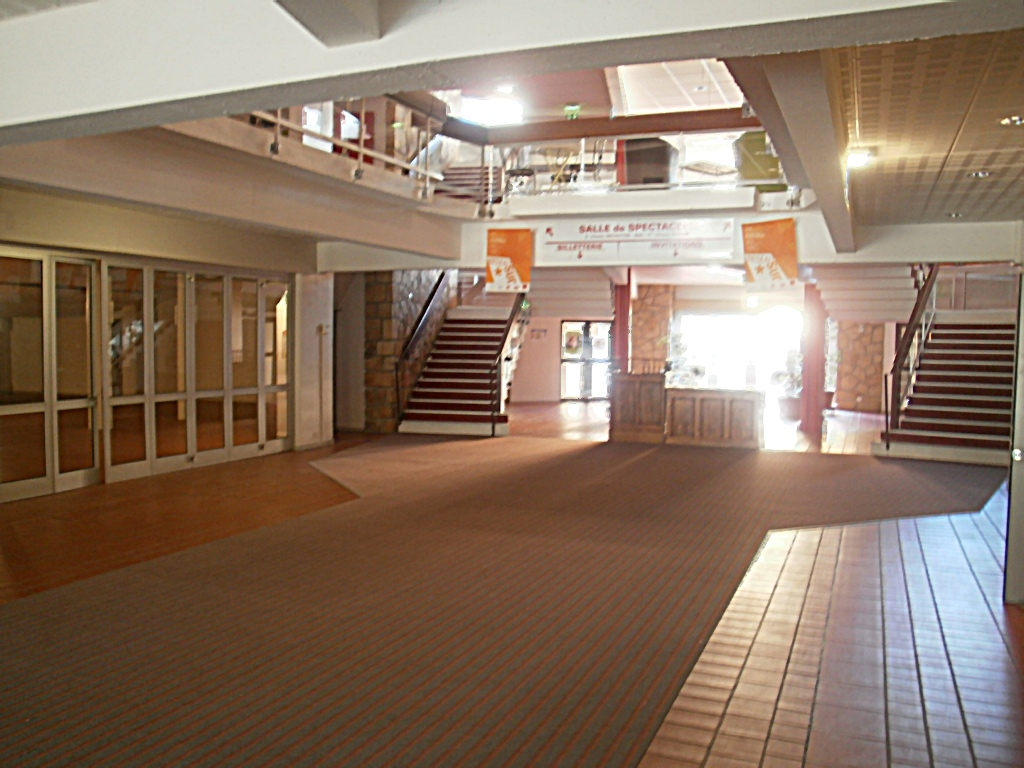
Hall de l'Estive

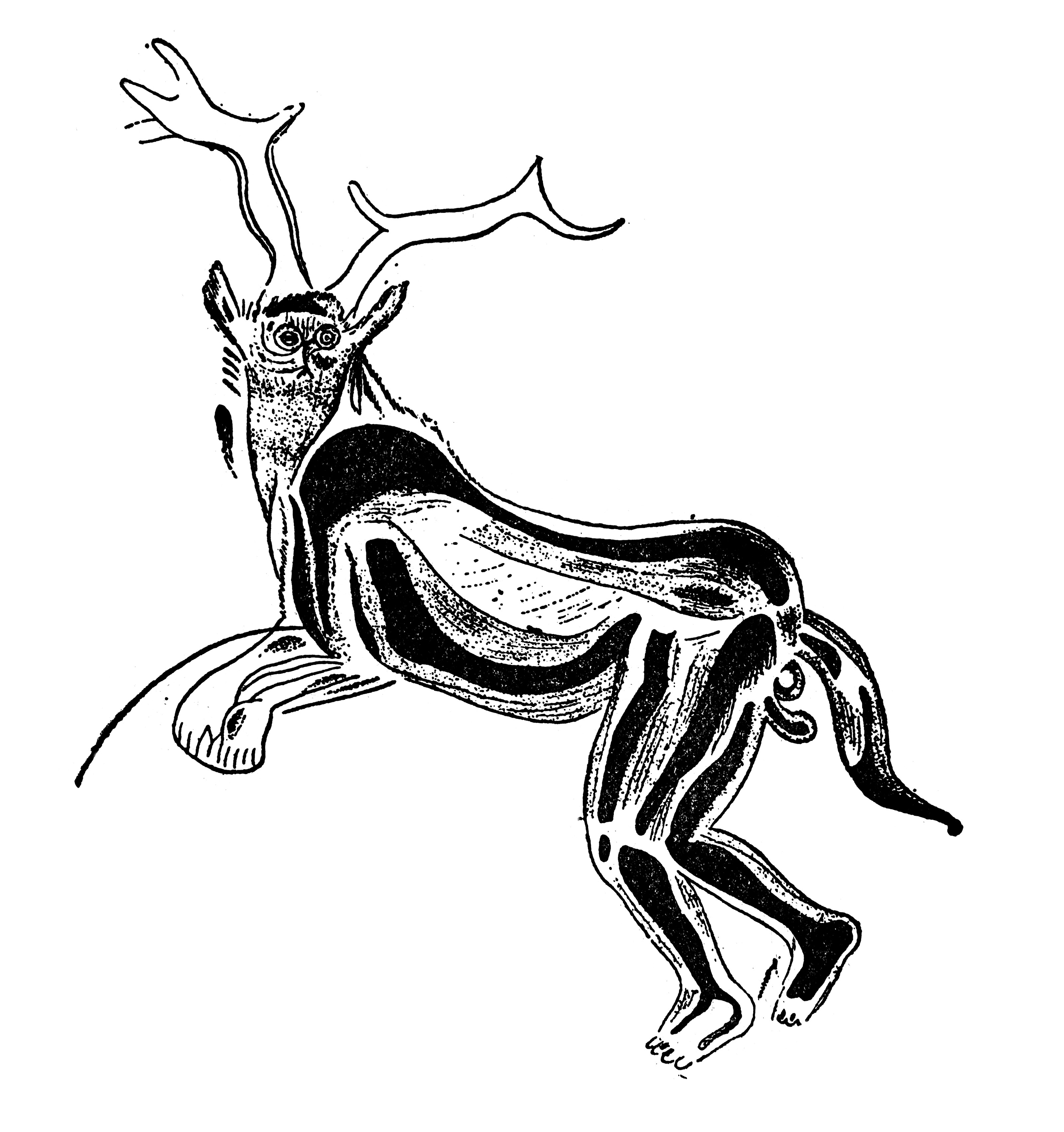
Le chamane dansant (grotte des Trois-Frères)

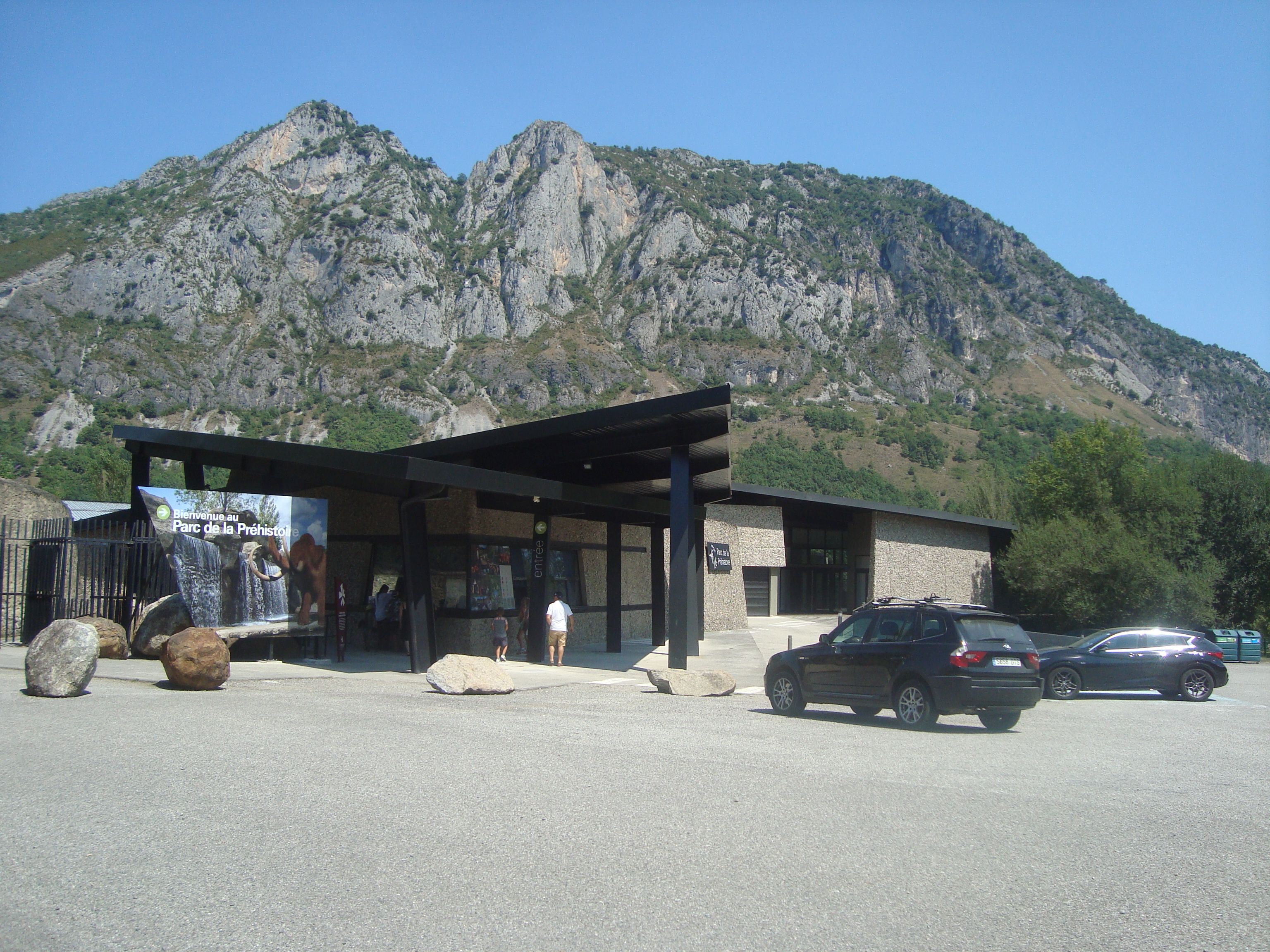
Parc pyrénéen de l'art préhistorique

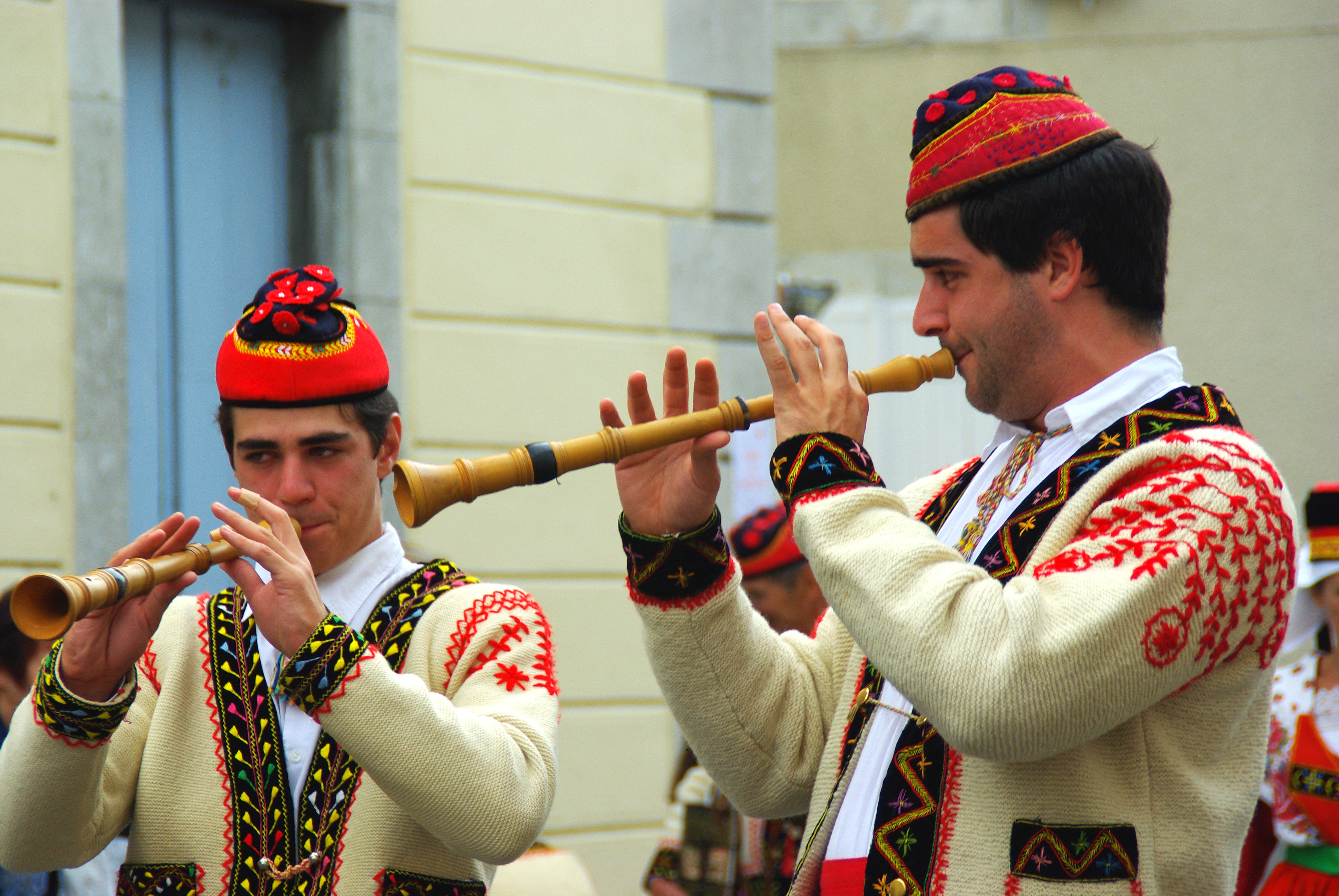
Joueurs de hautbois du Couserans

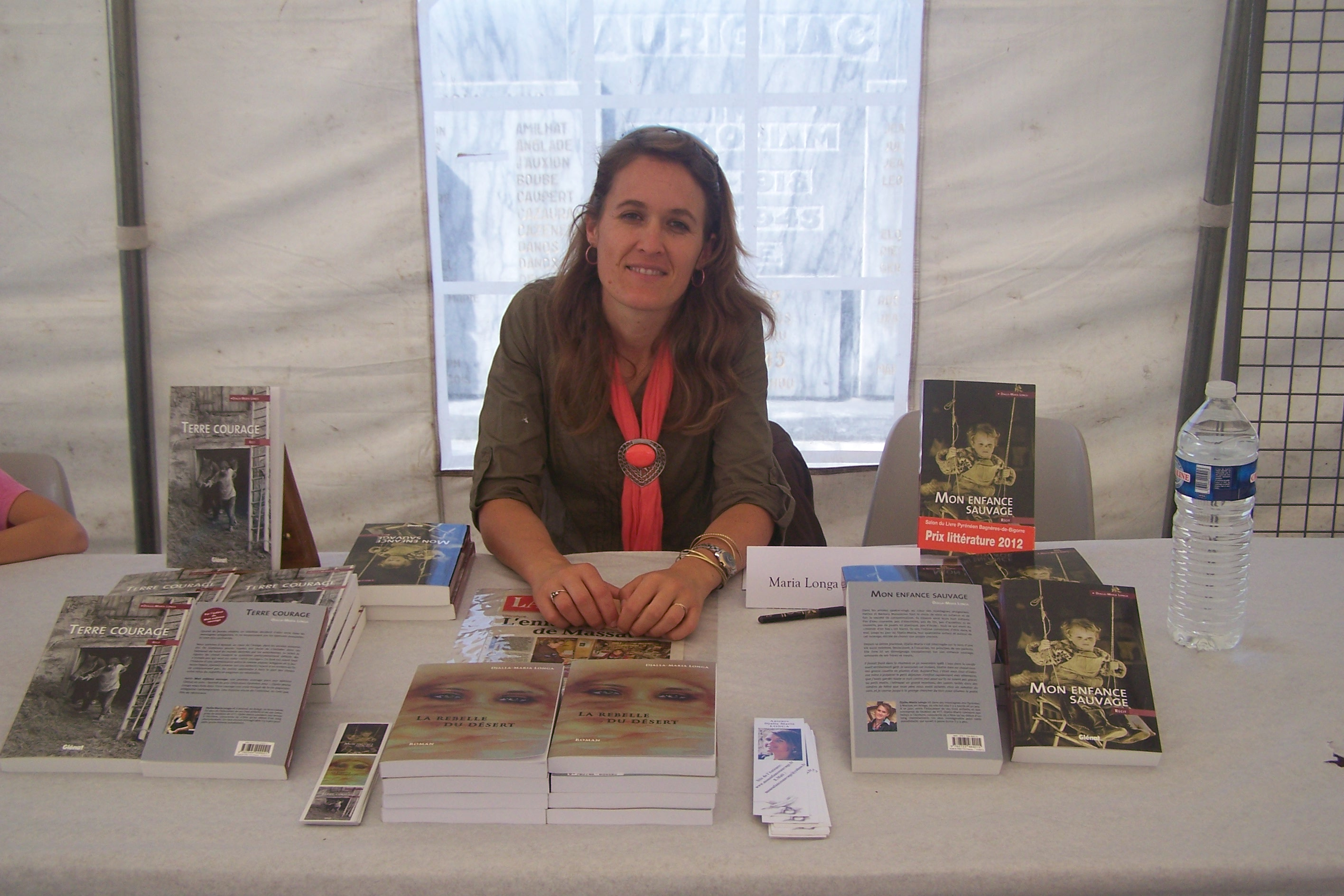
Djalla-Maria Longa en 2006

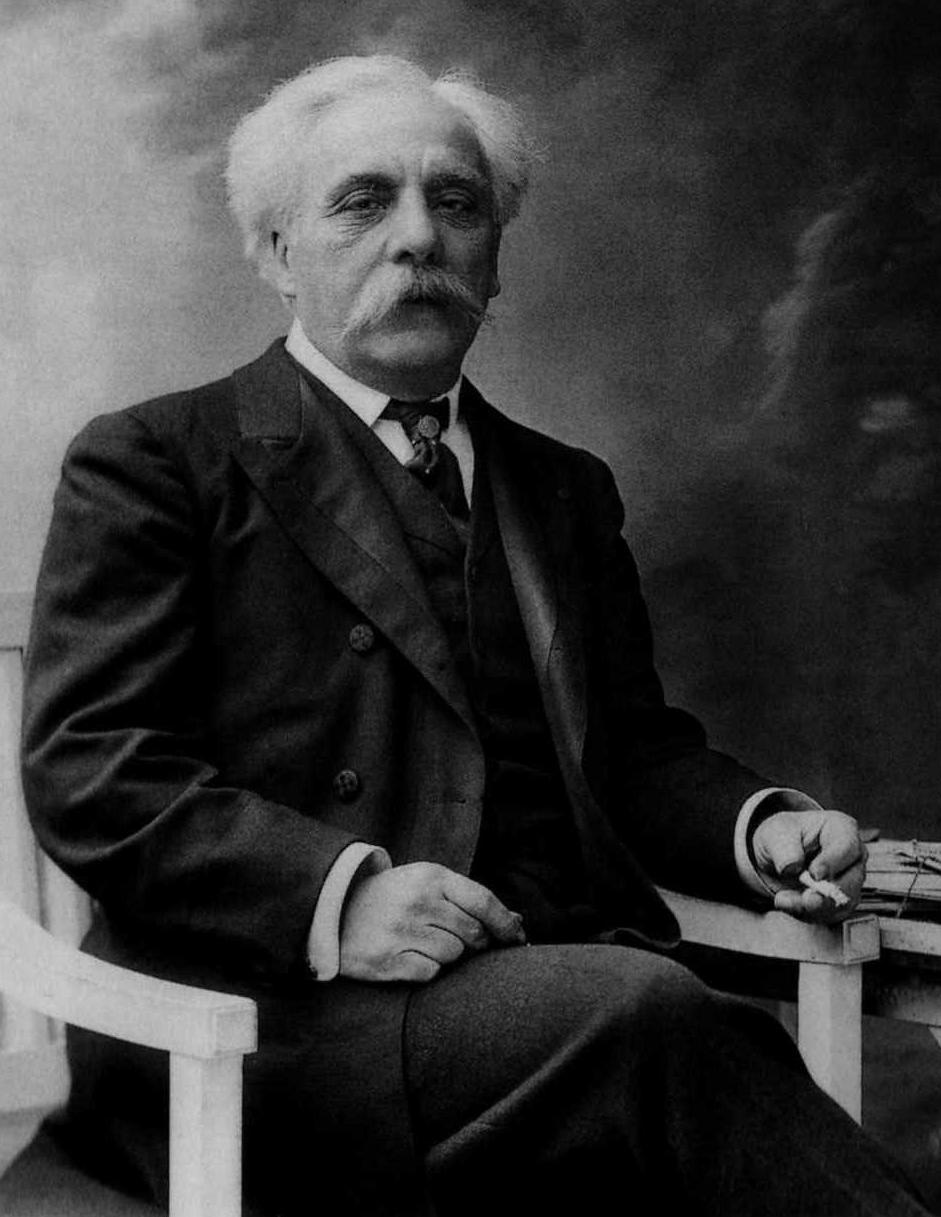
Gabriel Fauré par Paul Nadar en 1905

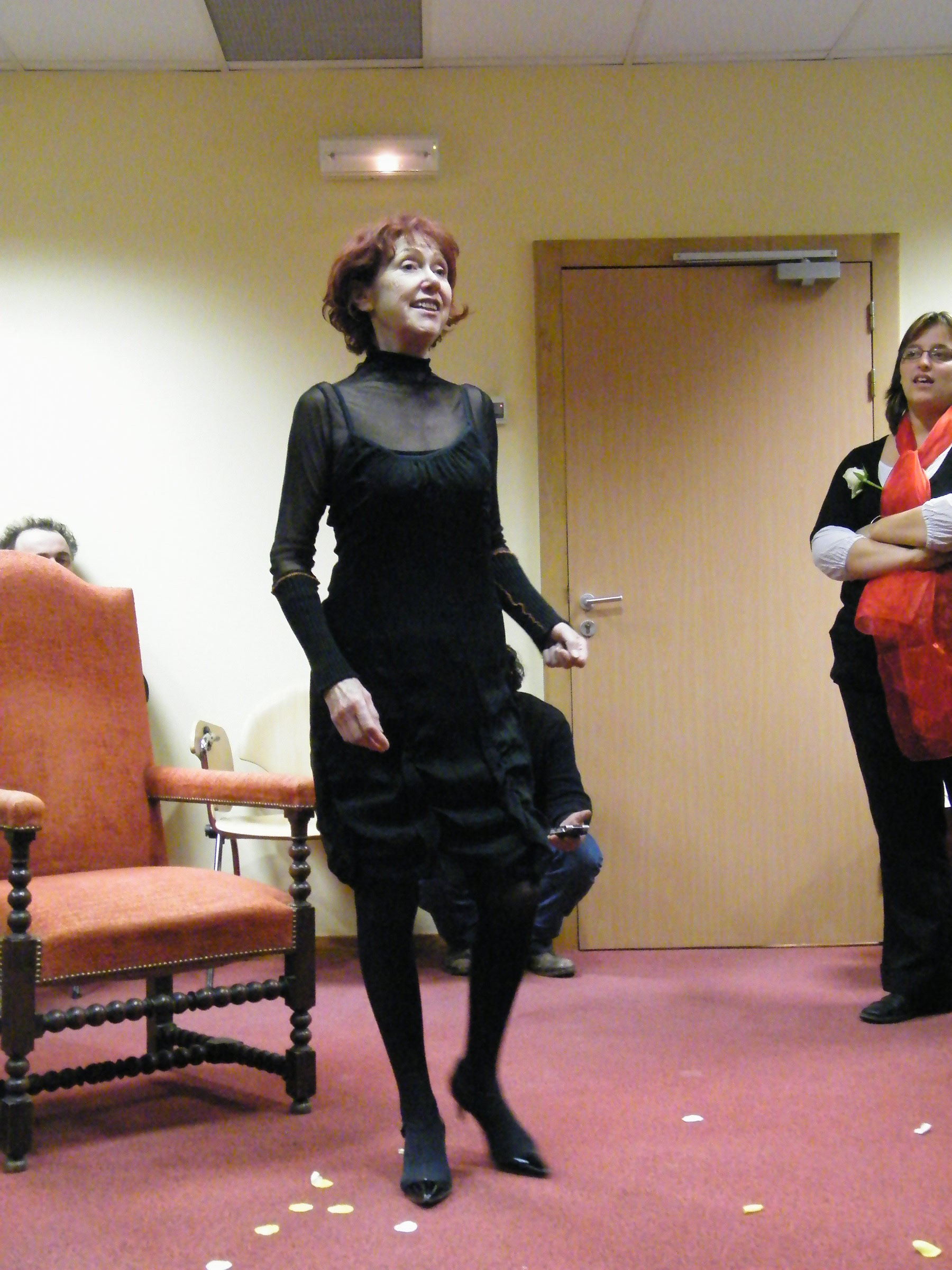
Rosina de Pèira en 2010

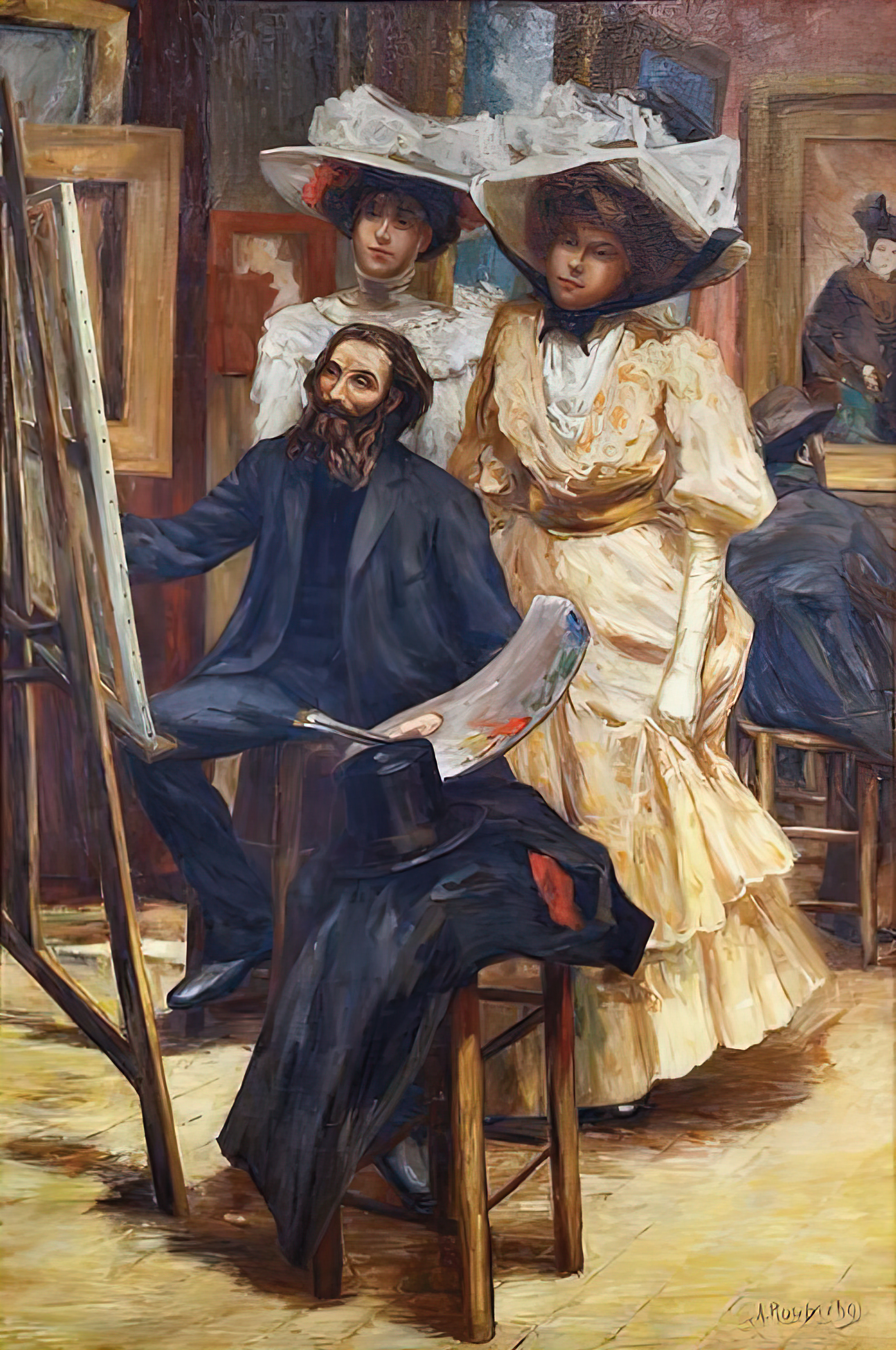
Alphonse Roubichou, autoportrait

### Centre culturel
L'Estive est à la fois un centre culturel polyvalent basé à Foix et un outil de programmation pour l'ensemble du département.

### Festivals
Plusieurs festivals se déroulent en Ariège notamment :
- Musiques au Pays de Gabriel Fauré depuis 1996 à Pamiers avec depuis 2009 un concours international de piano présidé par Jean-Philippe Collard.
- Festival des arts de la marionnette de Mirepoix depuis 1989 à Mirepoix.
- Festival de films Résistances depuis 1997 à Tarascon-sur-Ariège puis à Foix.
- Jazz à Foix depuis 2001 par l'association Art'Riège.

## Patrimoine

### Préhistoire
L'Ariège compte plusieurs grottes mondialement connues dont la grotte ornée de Niaux et d'une très grande richesse archéologique. L'emblématique œuvre pariétale dite du Chamane dansant (voir ci-contre), se trouve à la grotte des Trois-Frères (fermée) à Montesquieu-Avantès. Compte-tenu de la grande fragilité de ce patrimoine, la plupart des grottes ornées sont fermées au public. Le parc pyrénéen de l'art préhistorique a été ouvert dès 1994 près de Tarascon-sur-Ariège pour présenter au mieux la préhistoire et mieux l'appréhender.
Le musée de préhistoire du Mas-d'Azil présente des objets trouvés dans la grotte, notamment le propulseur orné nommé « le faon aux oiseaux » ainsi que des reproductions de peintures et de gravures inaccessibles.

### Musées
Département peu peuplé, l'Ariège ne compte pas de musée majeur mais propose plusieurs lieux valorisant les traditions, le passé industriel ou la ruralité comme le Musée Aristide-Bergès à Lorp, le musée du textile et du peigne en corne de Lavelanet, le musée pyrénéen des traditions populaires de Niaux, la Maison du patrimoine du Donezan au château d'Usson, le musée de l'Affabuloscope au Mas-d'Azil. Le musée départemental est scindé en deux parties au château de Foix et au palais des Évêques de Saint-Lizier.
Le musée des Colporteurs, à Soueix-Rogalle est une ancienne boutique créée en 1824 et conservée en l'état avec du stock; elle servait de grossiste pour de nombreux colporteurs du Couserans.

## Littérature
- Auteurs nés dans l'Ariège: Claudine Aubrun, Michel-Aimé Baudouy, Julia Benech, Christian Bernadac, François Bousgarbiès, Richard Canal, Louis-Henry Destel, Marguerite d'Escola, Jules Esquirol, Fernand Icres, Djalla-Maria Longa, Max Lyan, Gaston Massat, Isabelle Sandy, Gisèle Sans, Lydie Sarazin-Levassor, Frédéric Soulié...
- Auteurs venus en Ariège dont une partie des œuvres traite du département : Violaine Bérot, Anne Brenon, Michel Cosem, Daniel Giraud, Georges-Patrick Gleize, Serge Legrand-Vall, Claudine Pailhès, René-Victor Pilhes, Florence Reynaud, Paul Rouaix, Philippe Ward...

## Bandes dessinées
Scott Goodall (1935-2016), scénariste, est mort à Lescure où il vivait depuis 1981. Ced est né à Foix et Bertrand Escaich est né à Saint-Girons.
Espé et Jean-Yves Ferri résident en Ariège

## Musique
Le compositeur Gabriel Fauré (1845-1924), né à Pamiers, est sans doute l'artiste ariégeois le plus célèbre. L'un de ses premiers professeurs fut Gatien Marcailhou (1807-1855), natif d'Ax-les-Thermes et compositeur prolifique de 144 valses, de quadrilles, de polkas ou de mazurkas. La pianiste Caroline Montigny-Rémaury (1843-1913) est née à Pamiers. Le compositeur et organiste Albert Périlhou (1846-1936), ami de Gabriel Fauré, est né à Daumazan-sur-Arize.
Marylin Frascone est une pianiste classique née à Pamiers en 1975. Marie Cantagrill, violoniste concertiste soliste née en 1979, résidant à Taurignan-Vieux, exerce fréquemment son art lors d'événements ariégeois et organise depuis 2013 à Saint-Girons un concours international de violon pour les jeunes.

## Chant
Auguste-Acanthe Boudouresque (1835-1905) était un chanteur d'opéra (basse) entre autres activités.
La chanteuse occitane Rosina de Pèira (1933-2019) est native du Couserans de même que la vocaliste de jazz Leïla Martial. Nicole Rieu réside à Seix et y organise le festival Miracos. Grégory Turpin, né en 1980, est un chanteur chrétien à succès originaire du Couserans. Véronique Chalot (1950-2021), chanteuse et musicienne folk médiéviste s'est installée à Castéras après d'importants succès en Italie. Arielle Burgelin, mannequin, poète et chanteuse dont notamment une chanson Je veux mourir en Ariège dans son premier album Juste la force (1994).

## Peinture et gravure
- Peintres nés dans l'Ariège : Charles-Henri Émile Blanchard (1810-1890), Henri Farré (1871-1934), Joseph Bergès (1878-1956), Jacques Fauché (1927-2013), Jean Estaque (1945), Christian d'Orgeix (1927-2019), François et Jean-Antoine Pedoya, Alphonse Roubichou (1861-1938), Alain Soucasse (1950)...
- Peintres venus vivre en Ariège : Eugénie Latil (?-1879), épouse de François Vincent Mathieu Latil (1796-1890), Joseph Espalioux (1921-1986), Pierre Daboval (1918-2015).
- Peintres ayant des œuvres relatives à l'Ariège : André Regagnon (1902-1976), René Gaston-Lagorre (1913-2004), Mady de La Giraudière (1922-1918)...

## Photographie
- Photographes nés en Ariège : Clément Sans (1834-1911), Pierre Mercier (1946-2016).
- Photographe venu en Ariège : Thierry Rajic à Saint-Girons depuis 2016[9].

## Sculpture
- Sculpteurs nés en Ariège : Honoré Icard (1843-1917), Jean-Baptiste Belloc (1863-1919), Grégoire Calvet (1871-1928), Paul Manaut (1882-1959), André Méric (1900-1971)...

## Cinéma et télévision
L'Ariège est citée parmi les départements comptant le moins d'écrans mais ceci est compensé par un réseau itinérant Ariège Images.
- Liste de films tournés dans le département de l'Ariège avec notamment Le Retour de Martin Guerre sorti en 1982 et basé sur un fait divers (voir Affaire Martin Guerre) du XVIe siècle qui s'est déroulé à Artigat et Les Âmes sœurs d'André Téchiné, sorti en avril 2023 et notamment tourné en haute vallée de l'Ariège.
- Acteurs nés en Ariège : Maud Richard (1891-1960), Marianne Lecène (1937), Tara Römer (1974-1999), Matila Malliarakis...
- Producteurs, réalisateurs... : Jean Périssé (1946), Jules Celma (1948), Richard Stanley (1966)
- Auteurs de théâtre :

## Entreprises du patrimoine vivant
Entreprise du patrimoine vivant est un label officiel français, créé en 2005, délivré sous l'autorité du ministère de l'Économie et des Finances, afin de distinguer des entreprises françaises aux savoir-faire artisanaux et industriels jugés comme d'excellence.
- Papeteries Léon Martin fondée en 1895 à Engomer.
- "La Pierre à aiguiser des Pyrénées" à Saurat.
- GVMT Créations, fabrication de peignes en corne à Laroque-d'Olmes.

## Gastronomie
Variétés locales de pommes : capelle de Micou (Ganac), noire d'Antras, pomme de Foix...

## Publications culturelles
- La Bougeotte, mensuel gratuit en partenariat avec le Conseil départemental de l'Ariège (100e numéro en septembre 2020)
- Le Colporteur, trimestriel gratuit publié par la communauté de communes Couserans-Pyrénées.